# Reserva de caza Selous
La reserva de caza Selous es una de las reservas cinegéticas y faunísticas más grandes del mundo, situada al sureste de Tanzania. El nombre dado a la reserva se puso en honor de Frederick Selous, famoso cazador inglés que murió en 1917 combatiendo a los alemanes durante la Primera Guerra Mundial. La reserva fue declarada lugar patrimonio de la humanidad por la Unesco en 1982 debido a su gran biodiversidad y a sus parajes de naturaleza intacta.
Comprende un área que se extiende a lo largo de 54 600 km², siendo su sector Norte donde se centraliza el aún poco turismo que se realiza en este espacio protegido.
En junio de 2014, la Unesco incluyó a la reserva en la lista de Patrimonio de la Humanidad en peligro debido a la caza furtiva a gran escala.

## Historia
El área fue designada por primera vez como área protegida en 1896 por el gobernador alemán de Tanganica, Hermann von Wissmann, y se convirtió en una reserva de caza en 1905. La reserva lleva el nombre de Frederick Selous, un famoso cazador de caza mayor y conservacionista temprano, que murió en Beho Beho. en este territorio en 1917 mientras luchaba contra los alemanes durante la Primera Guerra Mundial. El explorador y cartógrafo escocés Keith Johnston (1804–1871) había muerto en Beho Beho en 1879 mientras dirigía una expedición de la Royal Geographical Society a los Grandes Lagos de África con Joseph Thomson.
Desde 2005, el área protegida se considera una Unidad de Conservación de Leones.
Se aprobó un cambio de límites para permitir el uso de depósitos de uranio. La aprobación para el cambio de límites fue otorgada por la UNESCO y seriamente criticada por ambientalistas y organizaciones, por ejemplo, Uranium-Network y Rainforest Rescue.
El presidente de Tanzania, John Magufuli, aprobó la construcción de una nueva central hidroeléctrica Stiegler's Gorge de 2115 MW sobre el río Rufiji.  La central generará 2100 MW adicionales de electricidad, más del triple de la capacidad hidroeléctrica instalada de Tanzania de 562 megavatios. El proyecto comenzó el 26 de julio de 2019 y debería estar terminado para 2022. La Unión Internacional para la Conservación de la Naturaleza (UICN) ha criticado al Gobierno de Tanzania por no tener en cuenta el impacto que tendrá la inundación de casi 1000 km², tanto en la población como en la biodiversidad de la reserva. Miles de personas dependen del río para la pesca y la agricultura.

## Descripción

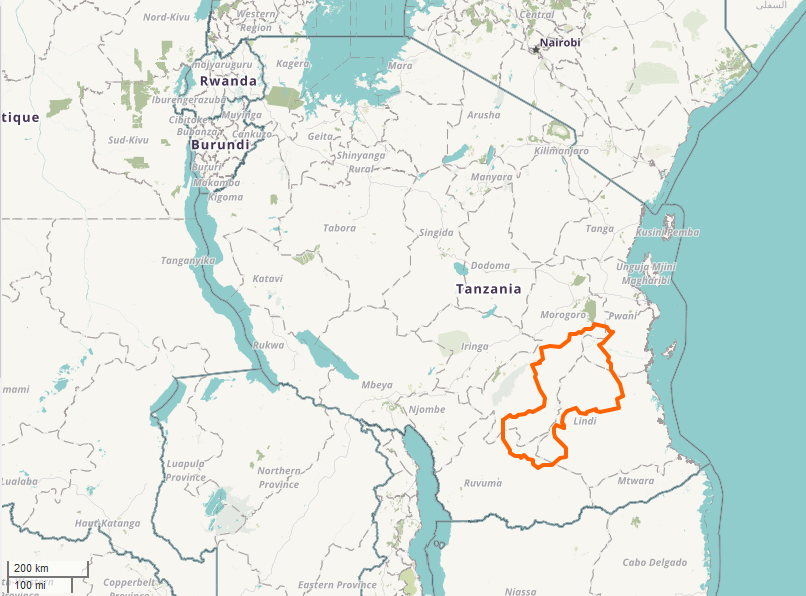
Ubicación dentro de Tanzania.

Lugares interesantes en el parque incluyen el río Rufiji, que desemboca en el Océano Índico frente a la isla Mafia y el desfiladero Stiegler, un cañón de 100 metros de profundidad y 100 metros de ancho. Los hábitats incluyen pastizales, sabana típica de Acacia, humedales y extensos bosques de Miombo. Aunque las poblaciones totales de vida silvestre son altas, la reserva es grande y la densidad de animales es menor que en el circuito turístico del norte de Tanzania, más visitado con regularidad. En 1976, la Reserva de Caza de Selous contenía unos 109 000 elefantes, entonces la población más grande del mundo. Para 2013, las cifras se habían reducido a alrededor de 13 000, incluida una caída del 66 % entre 2009 y 2013. Las fuentes culpan a los políticos, funcionarios y empresarios corruptos que ayudan a los cazadores furtivos.
La mayor parte de la reserva permanece reservada para la caza a través de una serie de concesiones de caza arrendadas de forma privada, pero una sección del parque norte a lo largo del río Rufiji ha sido designada como zona fotográfica y es un destino turístico popular. Hay varios albergues y campamentos de alto nivel ubicados principalmente a lo largo de los sistemas de ríos y lagos en esta área. El acceso por carretera bastante difícil significa que la mayoría de los visitantes llegan en pequeñas aeronaves desde Dar es Salaam, aunque también es posible el acceso en tren. Los safaris a pie están permitidos en Selous, y los viajes en barco por Rufiji son una actividad popular.

## Flora y fauna

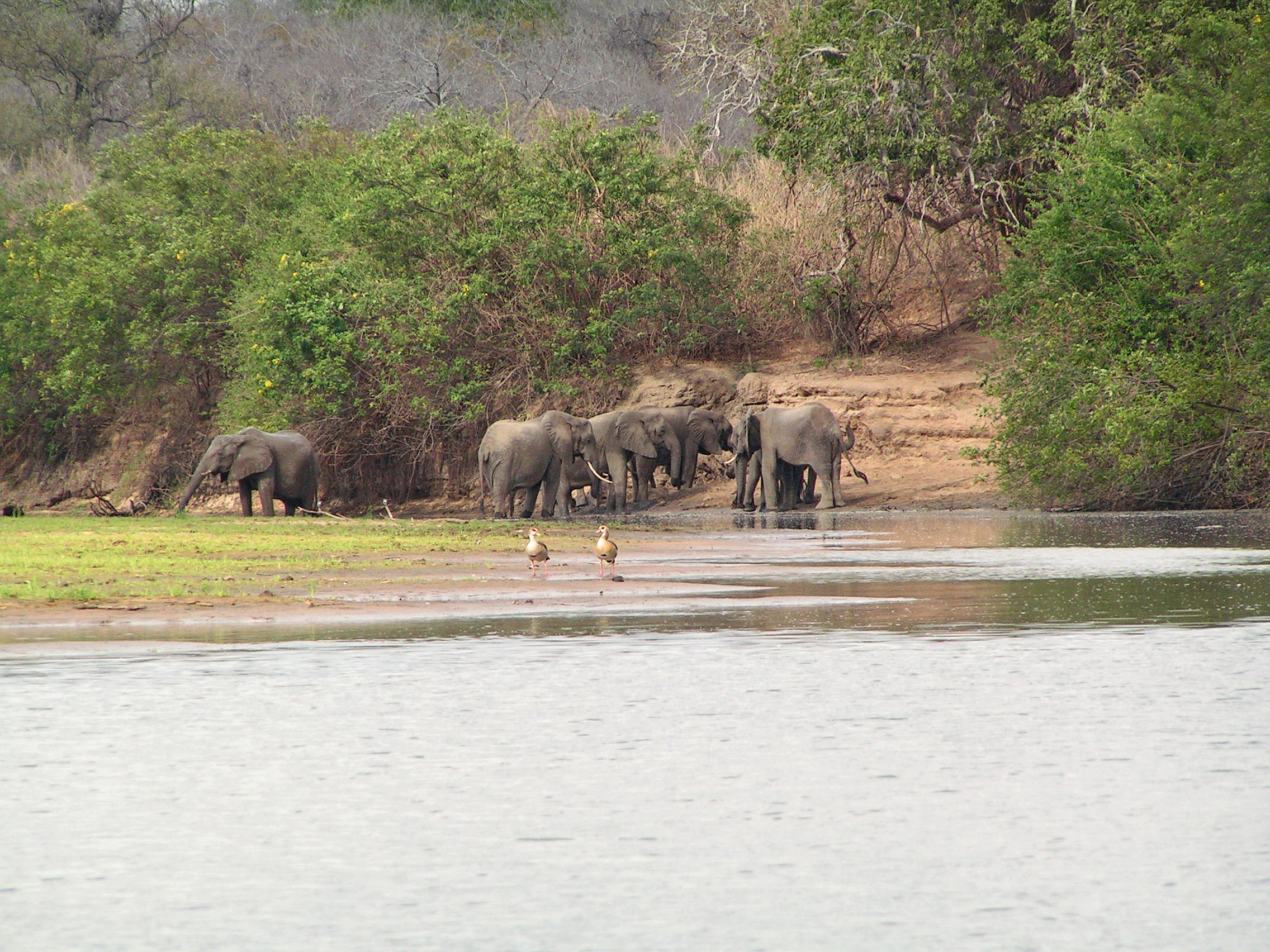
Un grupo de elefantes a orillas del rio Rufiji

La vegetación en la pequeña reserva afectada por humanos abarca varios biomas, desde matorrales hasta pastizales abiertos y arbolados. Sin embargo, la mayor parte se explica por el llamado bosque miombo (principalmente de la familia de los algarrobos, que mudan sus hojas en la estación seca).
Numerosas especies de mamíferos viven en la reserva, algunas de las cuales se encuentran en poblaciones muy grandes gracias a la gran extensión del área. Las más impresionantes son las poblaciones de elefantes (alrededor de 13 000, en 2013), jirafas, hipopótamos, búfalos y cocodrilos. Aquí, los perros salvajes africanos tímidos y en peligro de extinción han encontrado una de sus últimas áreas de refugio (alrededor de 1300 animales, a partir de 1999), por lo que se los puede ver regularmente en safaris alrededor del lago Tagalala, una de las pocas oportunidades para que los turistas los vean en su entorno natural para experimentar.
La población de rinocerontes negros en la reserva se redujo de alrededor de 3 000 en 1981 a unos pocos cientos. A pesar de las condiciones iniciales favorables, como el tamaño y la inaccesibilidad del área, lo que dificulta la caza furtiva, así como el suministro de agua durante todo el año a través del sistema fluvial Ruaha - Rufiji y las buenas condiciones de crecimiento para numerosas plantas forrajeras de elefantes, las poblaciones de elefantes están sujetas a fuertes fluctuaciones. En 1977, el número de elefantes en el ecosistema Selous y Mikumi era igual a 109 000 especímenes; en 1976, se contaron 82 628 animales en el área pura del parque, en 1981 incluso 85 502. Solo un año después, la población de elefantes se estimó en 55 000. Después de caer a 29 616 en 1989, se recuperó a alrededor de 50 000 animales en 1994. En los últimos años, el número de elefantes ha disminuido drásticamente debido a la intensa caza furtiva. Según un censo de 2013, solo había unos 13 000 animales. Un recuento de caza en 1994 mostró más allá de una población de 138 000 búfalos, 46 500 ñus (dos subespecies: taurinus y albojubatus ) 29 500 impalas, 27 000 hipopótamos, 21 500 cebras de las llanuras, 20 000 antílopes de Lichtenstein (Alcelaphus lichtensteinii), 11 700 Alcelaphus y 10 000 antílopes acuáticos (Kobus). Especialmente en los pastizales al norte de Rufiji se pueden encontrar jirafas (2200 animales), antílopes eland, grandes ciervos, jabalíes y ocasionalmente guepardos. En los bosques de Miombo también hay grandes antílopes (Strepsiceros) y antílope sable (Hippotragus niger). Las grandes poblaciones de animales atraen a numerosos carnívoros grandes. La población de leones se estima en 3000 a 4000 animales. Con 1300 animales, la población de perros salvajes africanos es la más grande de todo el continente. Los leopardos y las hienas manchadas también son numerosos. Además, se encuentran disponibles en Selous babuinos, chacal rayado (Lupulella adusta), pucús (Kobus vardonii), Oreotragus oreotragus, cefalofo de Natal (Cephalophus natalensis) y duiker azul (Philantomba monticola). Las especies que rara vez se encuentran en el área incluyen el mangabey del río Sanje (Cercocebus sanjei), el colobo rojo de Udzungwa (Piliocolobus gordonorum), el colobo oriental negro y blanco (Colobus guereza), el  tsessebe común (Damaliscus lunatus) y el raficero de Sharpe (Raphicerus sharpei). Además, la reserva alberga alrededor de 350 especies de aves y proporciona un hábitat para tres especies de moscas tsetsé.

## Albergues
Algunos de los principales albergues y opciones de hospedaje en la Reserva de Caza Selous son:
- Selous Riverside Camp: este campamento está situado a orillas del río Rufiji, en el límite con el Parque nacional Nyerere. Posee  cinco habitaciones de tipo "Mudhut" aisladas a la vera del río, y cuatro tiendas de lona de las utilizadas en safaris, situadas a la sombra del bosque del campamento.  Desde el campamento se pueden realizar safaris en vehículos 4x4, safaris a pie y paseos en barco.[14]

- Siwandu Camp: este lodge está ubicado en el corazón de la reserva la orilla del lago Nzerakera. Tiene vistas panorámicas, piscina y ofrece un contacto muy cercano a la naturaleza. Los visitantes pueden realizar safaris a pie, safaris en barco y safaris en 4x4.  [15]

- Beho Beho: es un campamento de lujo que se encuentra en una ubicación aislada y tranquila dentro de la reserva. Ofrece una experiencia con excelentes guías y actividades personalizadas, como safaris y observación de aves.

- Selous Impala Camp: este lodge que ofrece tiendas de tipo safari  está ubicado en el corazón de la reserva. Tiene vistas y ofrece una experiencia  cercana a la naturaleza. Los visitantes pueden realizar safaris a pie, safaris en barca y safaris en vehículos 4x4. [16]

- Mivumo River Lodge: este lodge está ubicado en la parte sur de la reserva, a orillas del río Rufiji. Ofrece chalets de lujo con vistas al río y una variedad de actividades, como safaris en 4x4 y observación de la vida silvestre.

- Sand Rivers Selous: es otro lodge en la zona, ubicado cerca de una de las zonas más pintorescas de la reserva. Sus instalaciones están diseñadas para integrarse con el entorno natural, y ofrecen safaris y paseos en barco.

## Amenazas
Desde 2010, un nuevo proyecto minero amenaza la reserva de caza. El proyecto del río Mkuju de la empresa australiana Mantra Resources planea extraer uranio en el extremo sur del río Selous con financiación del inversor ruso ARMZ, con Rosatom de fondo. Un estudio realizado en 2010 por los operadores mineros prevé un período de explotación de doce años durante el cual se extraerán 1,9 millones de toneladas de mineral de uranio al año. Las grandes cantidades de ácido sulfúrico altamente corrosivo necesarias para la minería se produciria directamente en la mina. Los elementos radiactivos liberados durante la extracción de mineral de uranio provocan la contaminación del suelo. La mina de uranio se construirá en el río Mkuju. Las aguas superficiales y subterráneas podrían transportar sedimentos radiactivos a las profundidades de la reserva y provocar una contaminación generalizada de la flora y la fauna. En 2012 se aprobó una línea fronteriza que deja los depósitos de uranio fuera. El cambio de la línea fronteriza fue aprobado por la UNESCO y duramente criticado por los ambientalistas, por ejemplo B. Contratom y Save the Rainforest e. V.

## Galería de imágenes

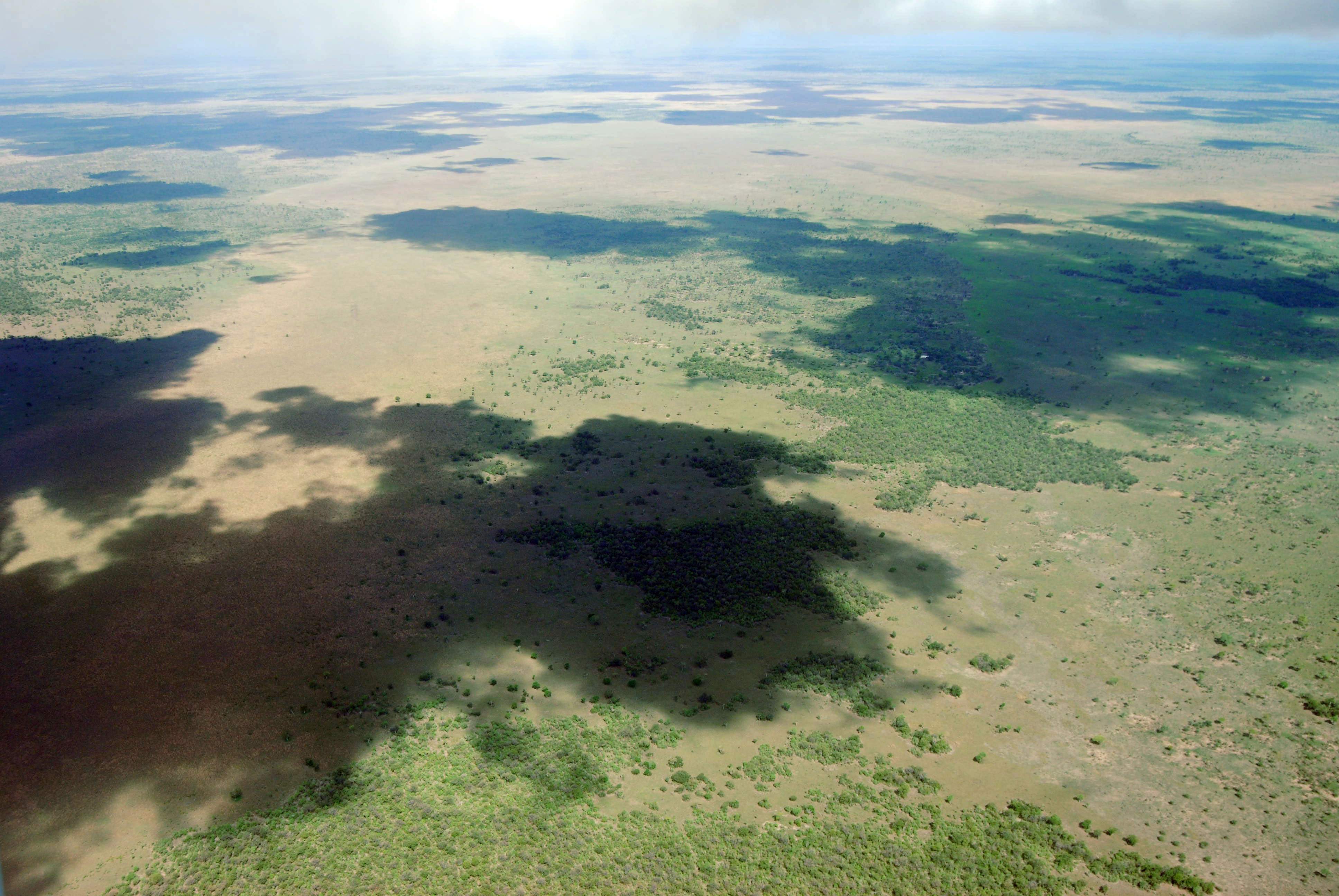
Foto aérea de la reserva
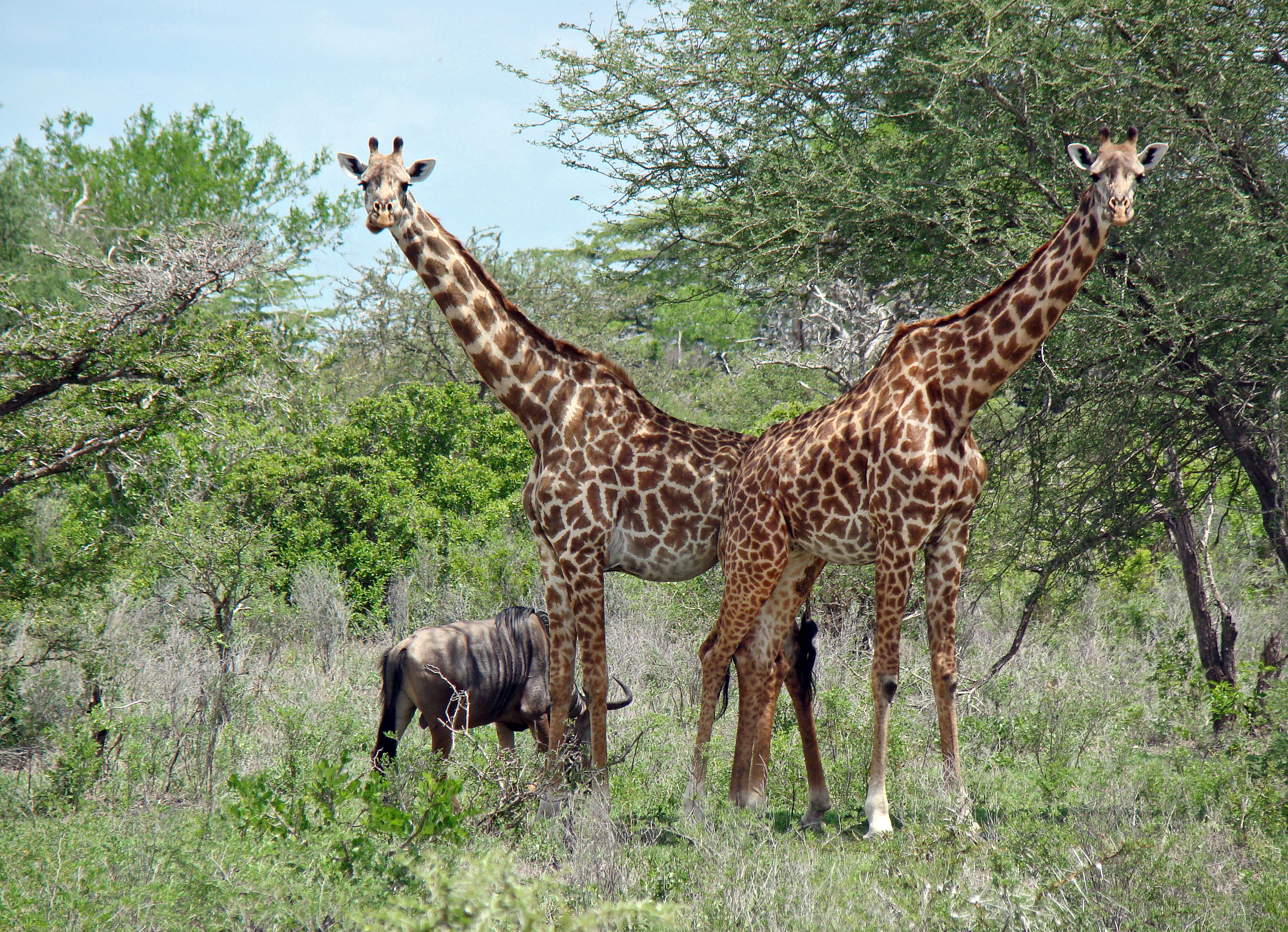
Jirafas y ñúes en Selous
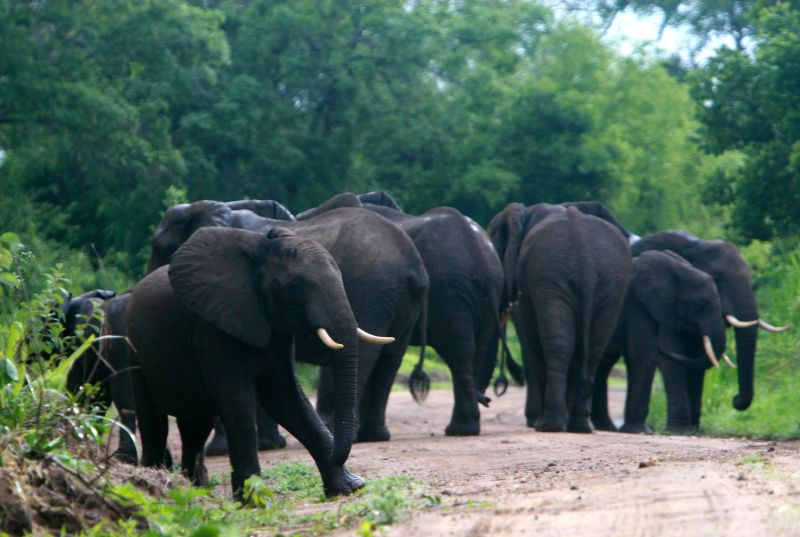
Elefantes
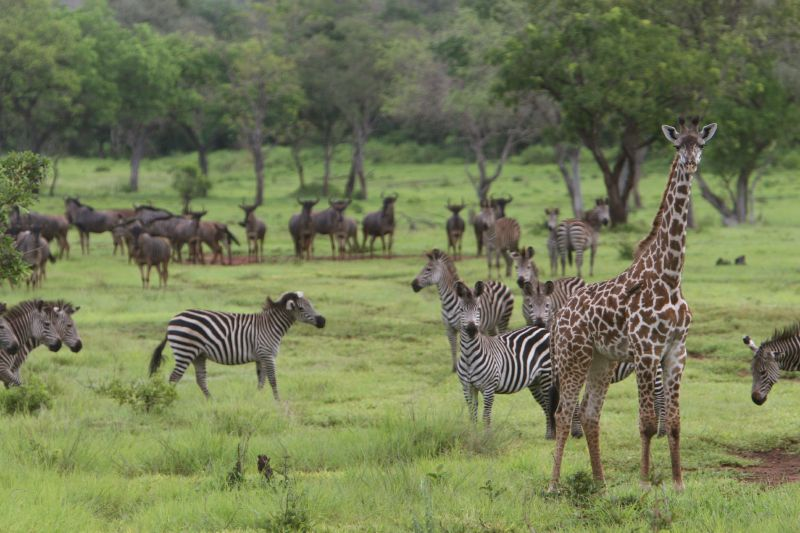
Cebras y jirafas en Selous
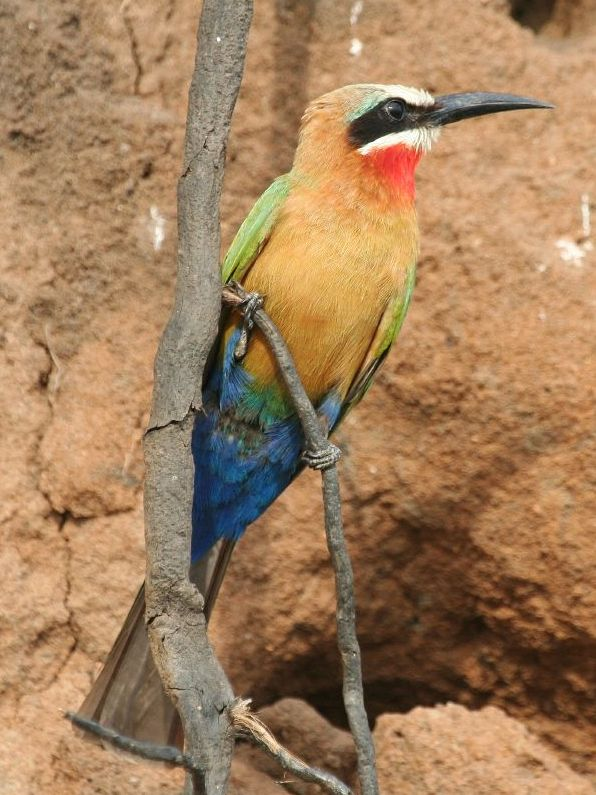
Abejaruco frentiblanco
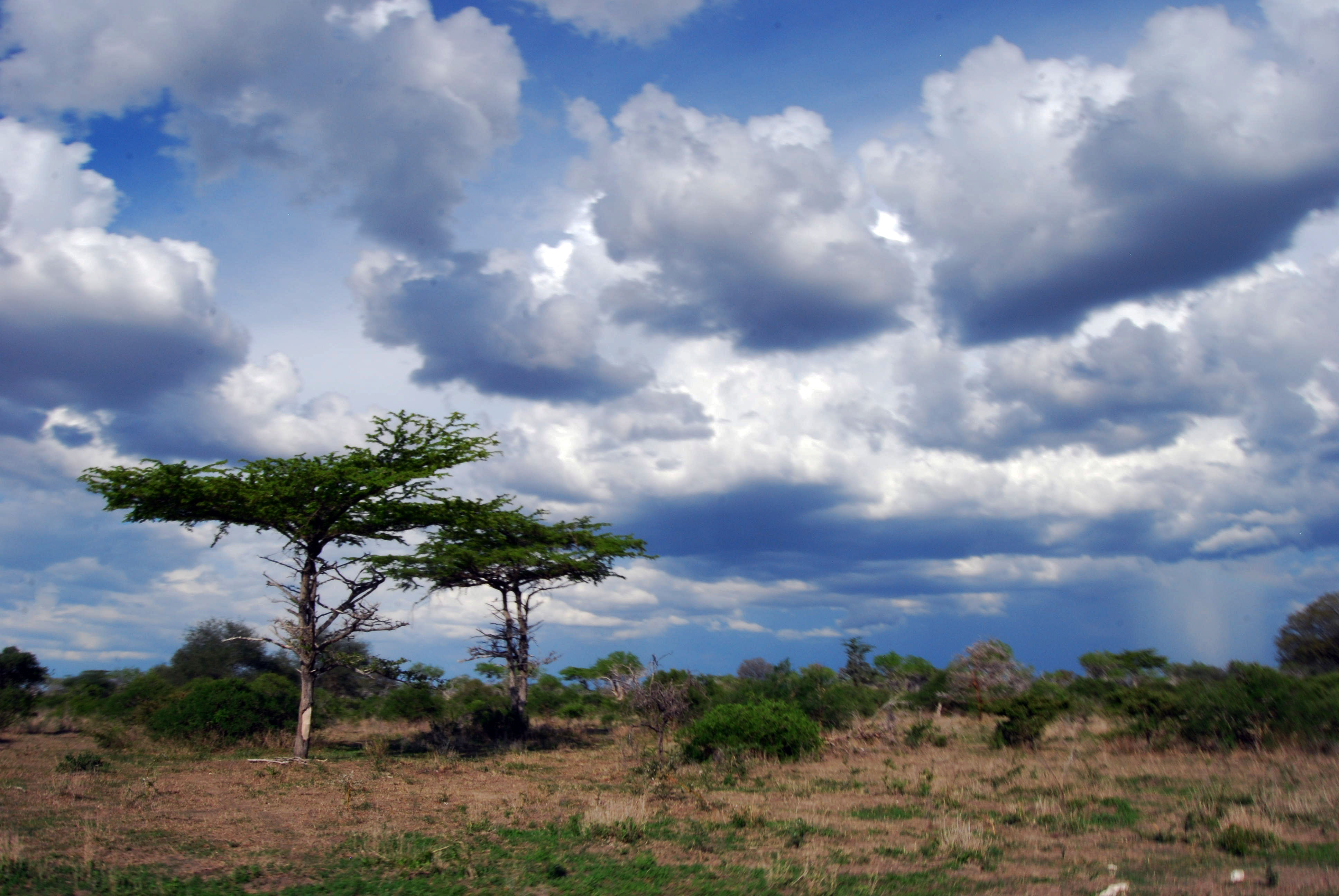
Selous
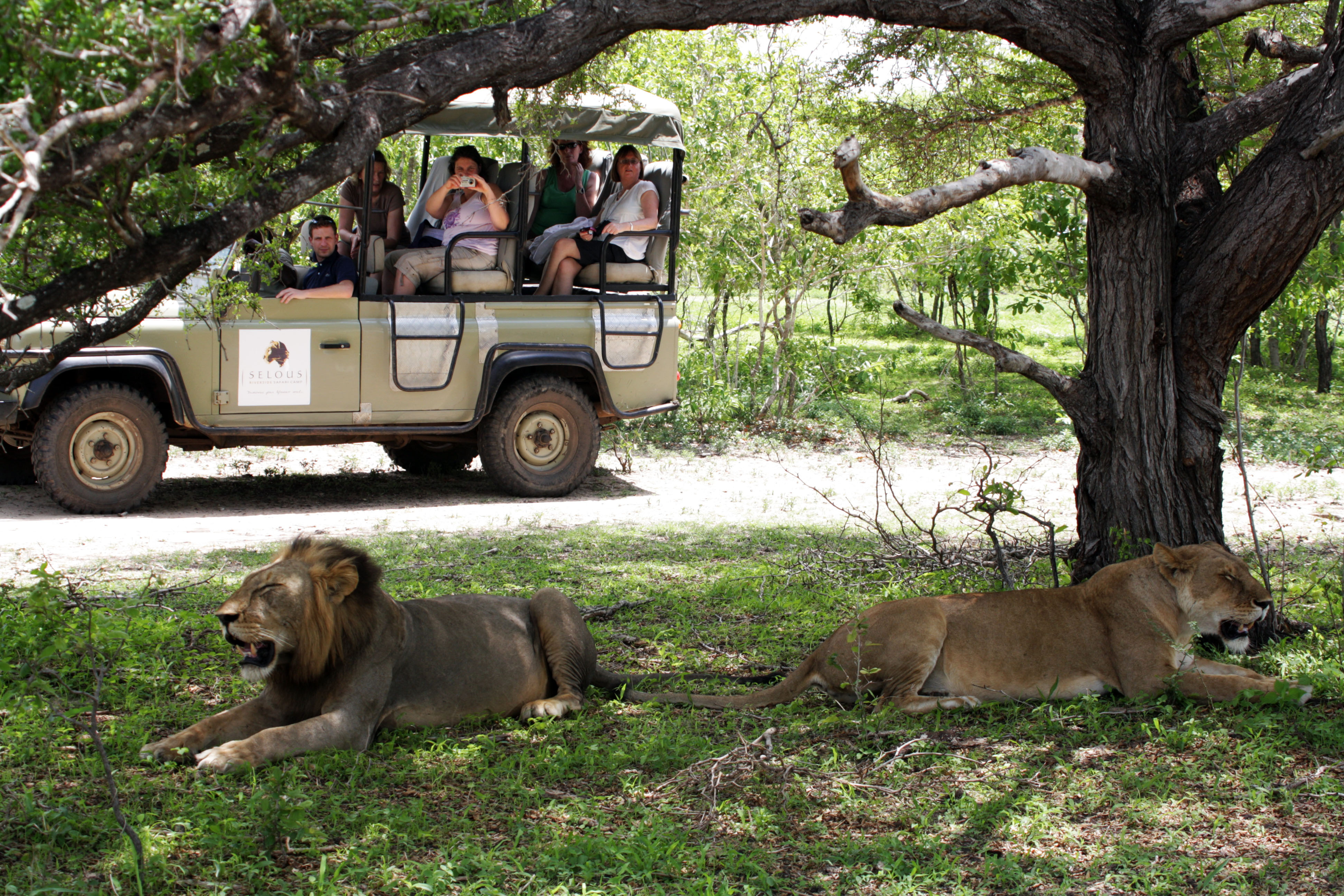
Turistas observando leones en Selous
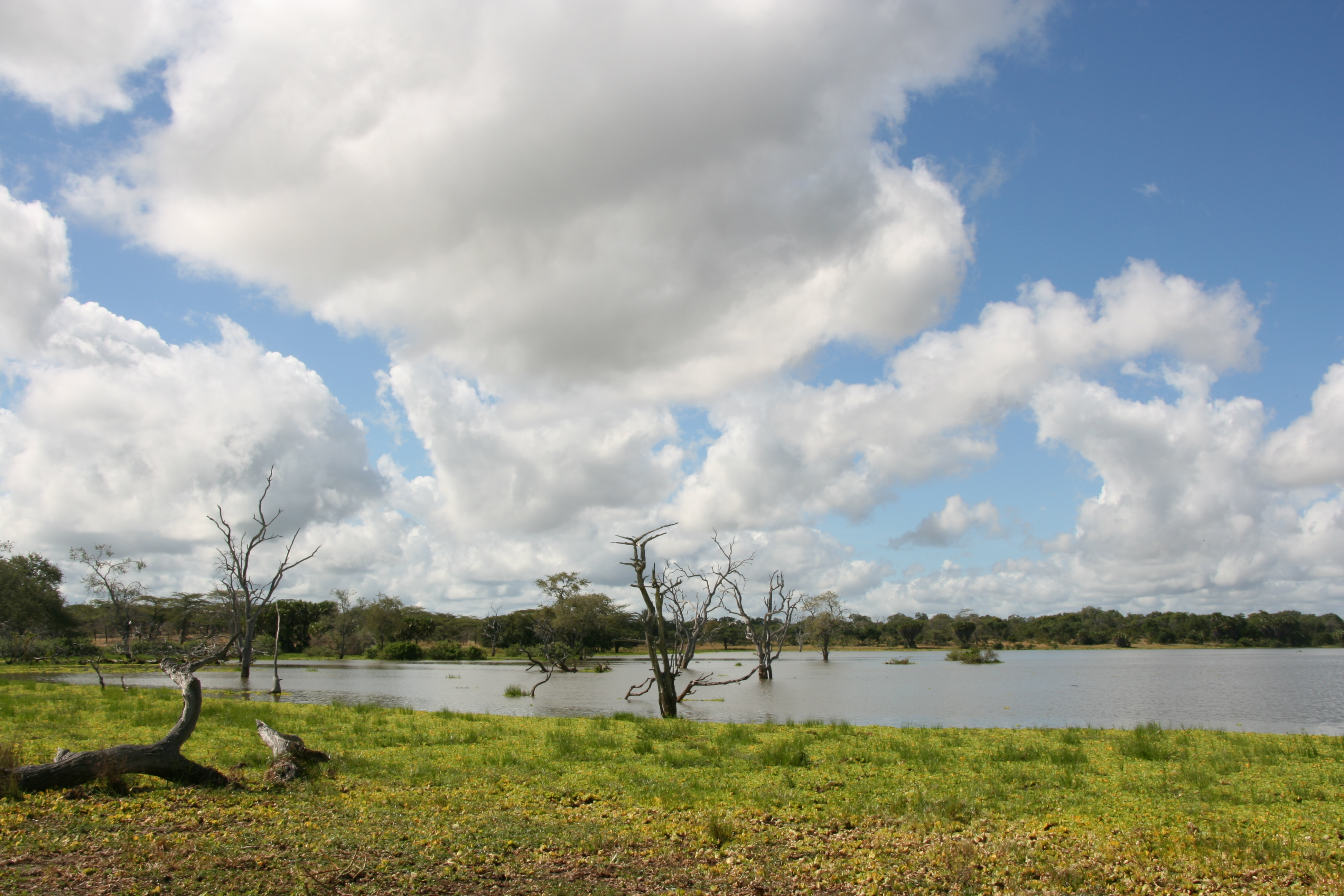
Lago